# Francis Duschesne
Francis Duschesne (* 8. Januar 1736 in Laval; † 21. Januar 1794 ebenda) war ein französischer Priester, der während der Französischen Revolution zum Tode verurteilt und mit der Guillotine enthauptet wurde. Er wird in der römisch-katholischen Kirche als Seliger verehrt.

## Leben
Francis Duschesne war Regens des Seminar in Laval. 1779 ernannte ihn König Ludwig XVI. zum Präses der Kanoniker in Laval. Ab Oktober 1793 lebte er als Einsiedler dem Gebet, daneben war er Kaplan an der Stiftskirche Saint-Michel in Laval.
Seit 1792 wurde er mit dreizehn anderen Priestern und einigen Ordensfrauen im Kloster Patience in Laval festgehalten. Nachdem ab dem 9. Januar 1794 jegliche Religionsausübung in Frankreich verboten wurde, wurden Francis Duschesne und seine Mitbrüder am Morgen des 21. Januar 1794 von dem ehemaligen Priester Jean-Baptiste Volcler angeklagt und verurteilt. Noch am selben Tag wurden die vierzehn Priester durch die Guillotine hingerichtet. Die Wahl des Datums 21. Januar war kein Zufall, vielmehr stand dahinter die Absicht, den Jahrestag des Todes von Ludwig XVI. zu „feiern“. Ihre Körper wurden auf einer Wiese am Croix Bataille außerhalb der Stadt verscharrt.

## Nachwirkung
Am 9. August 1816 wurden die sterblichen Überreste der vierzehn Märtyrer exhumiert und in die Basilika Notre-Dame im Stadtteil Avesnières von Laval überführt. Am 19. Juni 1955 sprach Papst Pius XII. die vierzehn Märtyrer von Laval selig.